# John McPhail (director)
John McPhail és un director de cinema i guionista escocès.

## Vida i carrera
McPhail va estudiar cinematografia al Royal Conservatoire of Scotland. Durant el seu temps allà va conèixer i va formar una estreta relació de treball amb Tyler Collins i Andrew Lanni. Després de graduar-se al Conservatori, va treballar a la sèrie de televisió de la BBC Waterloo Road i va ser ajudant d'operador de càmera a la pel·lícula Up There de Zam Salim.
El 2013 va formar la seva pròpia productora Worrying Drake Productions i va produir una trilogia de curtmetratges amb Collins i Lanni per produir una trilogia de curtmetratges de comèdia; Notes va ser una comèdia romàntica sobre una parella de companys d'habitació la relació dels quals es desenvolupa a través d'una sèrie de post-its.
V for Visa i Doug & Steve's Big Holy Adventure van completar la trilogia de comèdia. V for Visa es va estrenar als EUA al TriBeCa Film Center de Robert De Niro a Nova York com a part del Bootleg Film Festival. La pel·lícula va guanyar el premi al millor director al festival.
El seu curtmetratge de 3 minuts Just Say Hi sobre un romanç florit entre un nen i una noia que es troben cada matí a una parada d'autobús va arribar al top 13 d'una llista curta de 250 pel·lícules a el concurs Virgin Media Shorts. El jutge Robbie Collin del Daily Telegraph va dir que Just Say Ho va ser: 
| « | "Un dels beneficis més dolços que he vist en qualsevol comedia romàntica d'aquest any." | » |

La pel·lícula va guanyar 2 dels 3 premis disponibles al festival fent de McPhail el primer director de la història del concurs en guanyar múltiples premis. Més tard, la pel·lícula va ser recollida pel Festival Internacional de Cinema de Très Court, on es va projectar a més de 100 ciutats de 23 països.
McPhail va llançar una campanya de crowdfunding per ajudar a finançar el seu primer llargmetratge Where Do We Go From Here?, recaptant 10.630 £ en dos mesos. La producció va començar l'estiu del 2014 amb McPhail dirigint la pel·lícula en 16 dies a diversos llocs d'Escòcia, com ara Falkirk, Alloa, Coatbridge, Glasgow i Loch Lomond. Parlant de la seva experiència en el rodatge del llargmetratge a la revista Impulse Magazine, McPhail va dir: "Va ser la millor experiència de la meva vida. No vaig menjar ni dormir durant dues setmanes i una mica, però no ho hauria canviat. per al món." La pel·lícula es va projectar al Festival de Cinema de Comèdia de Cluj a Romania al qual McPhail va assistir juntament amb la productora Lauren Lamarr. A finals d'octubre de 2015, la pel·lícula es va projectar al Sydney Indie Film Festival on va ser nominada a 7 premis. No va poder assistir a la cerimònia de lliurament de premis, McPhail estava representat per un amic que estava viatjant per Austràlia en aquell moment. La pel·lícula va guanyar tres premis al festival a la millor banda sonora, a la millor actriu secundària i a la millor pel·lícula.
El 2016, McPhail es va reunir amb Nicholas Crum i Naysun Alae-Carew de Blazing Griffin sobre la possibilitat de dirigir el seu llargmetratge musical, Anna and the Apocalypse. La pel·lícula basada en el curtmetratge Zombie Musical del desaparegut escriptor Ryan McHenry, explica la història de l'Anna i els seus companys d'escola en el seu intent per sobreviure a una sobtada apocalipsi zombi que cau a la seva ciutat abans de Nadal. Fan del terror amb John Carpenter considerat com una de les seves majors influències cinematogràfiques, McPhail va acceptar l'oferta i el rodatge va començar més tard aquell any a Greenock, Escòcia.
Anna and the Apocalypse es va estrenar en el Fantastic Fest el 22 de setembre de 2017 amb la presència de molts del repartiment i de l'equip de la pel·lícula. La pel·lícula es va estrenar al Regne Unit com a part del Festival Internacional de Cinema d'Edimburg de 2018 i va ser catalogada com una de les 5 pel·lícules imprescindibles pel diari Scotsman. Anna and the Apocalypse va estar entre les nominades a Millor llargmetratge i millor actriu per Ella Hunt als 2018 British Academy Scotland Awards.

## Filmografia

### Cinema
| Any  | Pel·lícula                            | Acreditat com | Acreditat com | Acreditat com | Acreditat com | Papers addicionals                     | Notes                      |
| Any  | Pel·lícula                            | Director      | Guionista     | Càmera        | Editor        | Papers addicionals                     | Notes                      |
| ---- | ------------------------------------- | ------------- | ------------- | ------------- | ------------- | -------------------------------------- | -------------------------- |
| 2008 | Battlestar Galactica: By Your Command |               |               | Sí            |               |                                        |                            |
| 2010 | Wiped                                 |               |               | Sí            |               |                                        |                            |
| 2010 | Dear Mom                              |               |               | Sí            |               |                                        |                            |
| 2010 | I Love Luci                           |               |               | Sí            |               |                                        | Daily Camera Trainee       |
| 2012 | Up There                              |               |               | Sí            |               | Ajudant de càmera                      |                            |
| 2013 | Notes                                 | Sí            | Sí            |               |               | Productor                              |                            |
| 2013 | V for Visa                            | Sí            | Sí            |               |               |                                        |                            |
| 2013 | Just Say Hi                           | Sí            | Sí            |               | Sí            | Actor - Norbert                        |                            |
| 2014 | Take It Back and Start All Over       | Sí            |               |               |               |                                        | Primer Ajudant de Direcció |
| 2014 | Broken Record                         |               |               |               |               | Colorista                              |                            |
| 2015 | Where Do We Go From Here?             | Sí            | Sí            |               | Sí            | Productor executiu Actor - Dog Poo Man |                            |
| 2015 | Aviatrix                              | Sí            |               |               |               |                                        | Director ajudant           |
| 2017 | Anna and the Apocalypse               | Sí            |               |               |               |                                        |                            |
| 2023 | Dear David                            | Sí            |               |               |               |                                        |                            |

### Televisió
| Any       | Títol         | Director         | Paper                  | Notes       |
| --------- | ------------- | ---------------- | ---------------------- | ----------- |
| 2012–2013 | Waterloo Road | Various          | Ajudant de càmera      | 6 Episodis  |
| 2015      | Metalhedz     | Ell mateix       | Director               | 1 Episodi   |
| 2016      | The Crews     | Colin Ross Smith | Director de fotografia | 10 Episodis |

## Premis
| Any  | Treball nominat           | Premi                                            | Categoria                                                                                | Resultat  |
| ---- | ------------------------- | ------------------------------------------------ | ---------------------------------------------------------------------------------------- | --------- |
| 2013 | Just Say Hi               | Virgin Media Short Awards                        | The TiVo Award                                                                           | Guanyador |
| 2013 | Just Say Hi               | Virgin Media Short Awards                        | The Nikon People's Choice Award                                                          | Guanyador |
| 2013 | Notes                     | Bootleg Film Festival Edinburgh                  | Millro pel·lícula escocesa                                                               | Guanyador |
| 2013 | Notes                     | Roughcut                                         | Premi del Públic                                                                         | Guanyador |
| 2013 | Notes                     | Aberfeldy Film Festival                          | Palme-Dewar Premi del Públic                                                             | Guanyador |
| 2014 | Notes                     | Festival Internacional de Cinema d'Ayr           | Millor director                                                                          | Guanyador |
| 2014 | Notes                     | Festival Internacional de Cinema d'Ayr           | Premi del Públic                                                                         | Guanyador |
| 2014 | V for Visa                | Bootleg Film Festival NYC                        | Millor director                                                                          | Guanyador |
| 2014 | Just Say Hi               | The Scottish Short Film Festival                 | Premi del Públic                                                                         | Guanyador |
| 2014 | Just Say Hi               | Festival de cinema d'Aberfeldy                   | Premi Palme-Dewar del públic                                                             | Guanyador |
| 2015 | Where Do We Go From Here? | Sydney Indie Film Festival                       | Millor pel·lícula (compartit amb Andrew Lanni i Lauren Lamarr)                           | Guanyador |
| 2015 | Where Do We Go From Here? | Sydney Indie Film Festival                       | Millor muntatge                                                                          | Nominat   |
| 2015 | Just Say Hi               | Loch Ness Film Festival                          | Millor Micro Curt                                                                        | Guanyador |
| 2016 | Where Do We Go From Here? | Bay Street Film Festival                         | Premi del Públic                                                                         | Guanyador |
| 2016 | Where Do We Go From Here? | Blue Whiskey Independent Film Festival           | Millor director                                                                          | Guanyador |
| 2016 | Where Do We Go From Here? | Blow-Up Chicago International Arthouse Film Fest | Millor comèdia (compartit amb Andrew Lanni i Lauren Lamarr)                              | Guanyador |
| 2017 | Anna and the Apocalypse   | Rondo Hatton Classic Horror Awards               | Best Independent Film                                                                    | Nominat   |
| 2018 | Anna and the Apocalypse   | Festival Internacional de Cinema d'Edimburg      | Premi del Públic                                                                         | Nominat   |
| 2018 | Anna and the Apocalypse   | British Academy Scotland Awards                  | Millor llargmetratge (compartit amb Naysun Alae-Carew, Nicholas Crum, and Alan McDonald) | Nominat   |